# نهر بلخ
نهر بلخ المعروف أيضًا في منابعه العليا باسم نهر بند أمير ، هو نهر في شمال أفغانستان.
ينبع النهر في بحيرات باند أمير في ولاية باميان في جبال الهندوكوش. يتدفق النهر غربًا، ثم شمالًا، وينتهي في قنوات الري في منطقة مدينتي بلخ ومزار شريف أو في الصحراء. في أوقات الفيضانات الاستثنائية يتدفق النهر إلى الأراضي المنخفضة في تركمانستان. في العصور القديمة كان النهر ينتهي في دلتا عند نهر جيحون، لكنه لم يصل إلى هذا النهر منذ تطوير قنوات الري منذ قرون.